# Black Cobra
A Black Cobra amerikai sludge/doom/heavy metal duó. 2001-ben alakultak San Franciscóban. Az együttest a Cavity korábbi gitárosa, Jason Landrian és az Acid King basszusgitárosa, Rafael Martinez alapították. Első kiadványuk egy 2004-es EP volt, amelyet saját kiadásban jelentettek meg.

## Tagok
- Jason Landrian – gitár, ének[2]
- Rafael "Rafa" Martinez – dob

## Diszkográfia
- Bestial (2006, At a Loss Recordings)
- Feather and Stone (2007, At a Loss)
- Chronomega (2009, Southern Lord Records)
- Invernal (2011, Southern Lord)
- Imperium Simulacra (2016, Season of Mist)

EP-k
- Black Cobra (2004)
- Black Cobra / Eternal Elysium (2007, Diwphalanx Records)

Közreműködések
- Metal Swim (2010)